# Коля, Оля и Архимед
«Коля, Оля и Архимед» — советский мультипликационный фильм 1972 года образовательного направления для детей о законах Архимеда, его изобретениях и открытиях.

## Содержание
О мальчике Коле и девочке Оле, которые попали в древний город Сиракузы, где повстречались с великим геометром и изобретателем Архимедом. Ребята увидели замечательные механизмы, созданные Архимедом, поучаствовали в отражении атак римских легионов и благополучно вернулись домой. В занимательной форме даётся представление о законах Архимеда.

## Создатели
| автор сценария             | Леонид Завальнюк |
| режиссёр                   | Юрий Прытков |
| художник-постановщик       | Татьяна Сазонова |
| композитор                 | Евгений Птичкин |
| оператор                   | Михаил Друян |
| звукооператор              | Борис Фильчиков |
| ассистенты:                | Галина Андреева, Аркадий Шер |
| монтаж                     | Галина Смирнова |
| художники-мультипликаторы: | Владимир Арбеков, Владимир Крумин, Виктор Шевков, Олег Сафронов, Иван Давыдов, Елизавета Комова, Рената Миренкова, Иосиф Куроян, Александр Давыдов |
| роли озвучивали:           | Мария Виноградова (Коля), Ольга Громова (Оля), Алексей Грибов (Архимед), Евгений Весник (греческий военачальник), Тамара Дмитриева (мальчик-лирник), Анатолий Папанов (римский центурион), Юрий Андреев (молодые греческие воины), Степан Бубнов (Марк Клавдий Марцелл, пожилой греческий воин) (в титрах не указан) |
| редактор                   | Пётр Фролов |
| директор картины           | Любовь Бутырина |

## Оценки
Историк анимации Георгий Бородин называл детские картины Ю. А. Прыткова, и в частности мультфильм «Коля, Оля и Архимед», в ряду отечественных рисованных работ, завоевавших в СССР широкую популярность в 1970—1980-х годах.

## Издания
Мультфильм неоднократно переиздавался на DVD в сборниках мультфильмов: «Весёлые жмурки» («Союзмультфильм», дистрибьютор «Союз»), «Рассказы старого моряка» (дистрибьютор «Крупный план»).
В 2000 году на аудиокассетах изданием Twic Lyrec была выпущена аудиосказка по одноимённому мультфильму с авторским текстом.